# Cloppenburg (Oost-Maarland)
De Cloppenburg was een kasteel in het Nederlandse dorp Oost-Maarland, provincie Limburg. 

## Geschiedenis
Godart van den Bongard had diverse bezittingen in het dorp Oost, waaronder een huis dat het centrum was van de laathof aldaar. Deze voorloper van het kasteel Cloppenburg droeg hij in 1357 op aan de Brabantse hertog Wenceslas en kreeg het van hem weer in leen terug. Ook ontving hij een deel van de heerlijke rechten van Oost in leen. In 1373 overleed Godart. Omdat hij geen kinderen had, kwamen het huis en de heerlijkheid aan de heren van Gronsveld.
In 1451 trouwde Catharina van Gronsveld met een telg uit de familie Van Bronckhorst-Batenburg. Hierdoor kwamen zowel Gronsveld als de Cloppenburg bij deze familie terecht.
Het kasteel raakte in verval en in 1615 verkochten de heren van Gronsveld het aan de Luikse muntmeester Herman Libert. De kleine heerlijkheid werd losgemaakt van het kasteel. In 1649 werd het huis verkocht aan Frederick van Roest. Zijn weduwe verkocht de Cloppenburg in 1656 aan Antonius Candidus, baron van Hoensbroeck.
In 1657 wist de familie Van Hoensbroeck zowel het nabijgelegen kasteel Oost als de heerlijkheid Oost in handen te krijgen. Dit pakte slecht uit voor de Cloppenburg, dat zijn aanzien verloor en werd gedegradeerd tot een pachthoeve.
De graven De Geloes kregen de Cloppenburg in de 18e eeuw dankzij een erfenis in bezit. Zij lieten in de tweede helft van de 19e eeuw het kasteel afbreken en de grachten dempen.

## Beschrijving
Een beschrijving uit 1420 geeft aan dat de Cloppenburg op dat moment uit een toren, gebouwen, boerderijen en grachten bestond. De toren was in 1666 nog aanwezig en diende onder andere als vluchtplek voor de dorpelingen in geval van gevaar.
Kaarten uit de eerste helft van de 19e eeuw tonen een kasteel dat bestond uit vier vleugels rondom een binnenplaats. De toegang bevond zich aan de noordzijde. Tot in ieder geval 1841 was er nog sprake van een slotgracht.
Aerwinkel · Kasteel Afferden · Aldt Huys · Aldenborgh · Kasteel Aldenghoor · Aldenhoven · Alte Burg · Kasteel Amstenrade · Slot Annendael · Kasteel Arcen · Baersdonck · Bakvliet · Baronsberg · Baxhof · Beegden ·  Benzenrade · Kasteel De Berckt · Kasteel Bethlehem · Beusdaelshof · Binsfeld · Huis Blankenberg · Kasteel Bleijenbeek · Blitterswijck · Boerlo · Bolberg · Bollenberg · Kasteel De Bongard · Borggraaf · Kasteel d'Erp · Kasteel Borggraaf · Kasteel Borgharen · Kasteel Born · Huis Bree · Breust · Kasteel Broekhuizen · Broekhuizen · Gracht Burggraaf · Kasteel De Burght · Kasteel Cartils · Cloppenburg (Oost-Maarland) · Kasteel Cortenbach · Huis De Dael · Dammerscheid · Kasteel De Bockenhof · De Donck (Sevenum) · De Donck (Swolgen) · De Dorth ·  Huis ten Dijcken · Kasteel Doenrade · De Doom · Douve · Douvenrade · De Dries · Kasteel Erenstein · Kasteel Eijsden · Eijsden · Einrade · Kasteel Elsloo · Ensenbroek · Eperhuis · Etzenraderhuuske · Exaten · Kasteel Eijckholt · Kasteel Eyckholt · Eys · Gastendonck · Kasteel Genbroek · Gebroken Slot · Kasteel Geijsteren · Kasteel Op Genhoes · Kasteel Genhoes · Genneperhuis · Kasteel Het Geudje · Kasteel Geulle · Kasteel Geusselt · Geijsteren · Gen Heck · Ghoor · Kasteel Goedenraad · Kasteel Grasbroek · Kasteel Groenendaal · Groethof · Groot Paarlo · Kasteel van Gronsveld · De Gun ·Kasteel Haeren · Kasteel Den Halder · Heerlaer · Heeze · Heijen · 's-Herenanstel · Kasteel Hillenraad · Kasteel Hoensbroek · Hoenshuis · Holstrate · Holtmühle · Huize Holtum · Kasteel Horn · De Horst · Huys ter Horst · Ten Hove (Grathem) · Ten Hove (Panningen) · Huis Brias · Huis Darth ·  Kasteel Hurpesch · Kasteel Sint-Jansgeleen · Kasteel Jerusalem · Kasteel Kaldenbroek · Den Kamp · Kasteel Karsveld · Kasteel Keverberg · Klein Paarlo · Klimmender Huuske · De Kolck · Koppelberg · Laar · Landsfort · Kasteel Lemiers · Kasteelruïne Lichtenberg · Kasteel Limbricht · Lonesteyn · Huize Lovendael · Mazenburg · Kasteel van Meerlo · Kasteel Meerssenhoven · Meezenbroek · Kasteel van Mheer · Middelaar · Kasteel Millen · Kasteel Montfort · Movert · Mulrode · De Munt · Château Neercanne · Kasteel Neubourg · Nienghoor · Huis Nierhoven · Kasteel Nieuwenbroeck · Nije Huys · Kasteel Nijenborgh · Kasteel Nijswiller · Nijthuysen · Kasteel Obbicht · Oedenrade · Kasteel Ooijen · Kasteel Oost (Valkenburg) · Kasteel Oost (Oost-Maarland) · Kasteel Ouborg · Overen · Kasteel Passarts-Nieuwenhagen · Prickenis · Prinsenhof · Puth · De Putting · Raath · De Raay · Ravenhof · Kasteel Reijmersbeek · Kasteel van Rijckholt · Kasteel Rivieren · Rodenbroek · Rosendaal · Kasteel Schaesberg · Kasteel Schaloen · Te Scharen · Schenkenburg · Kasteel Scheres · De Spijker (Geijsteren) · De Spijker (Leeuwen) · Huis Severen · Sibberhuuske · Château St. Gerlach · Spraland · Huis De Spyker · Huize Stalberg · Stalberg (Wellerlooi) · De Steeg · Kasteel Stein · Steinhagen · Steenen Huis · Stoel van Swentibold · Strijthagen (Landgraaf) · Strijthagen (Welten) · Struyver · Kasteel Terborgh · Terlinden (Wijnandsrade) · Terveurdt · Ter Weyer · Kasteel Ter Worm · De Tombe · Huis De Torentjes · Triest · Trippaert · Kasteel Vaalsbroek · Kasteel Vaeshartelt · Valkenburg · Vliek · De Vroenhof · Vrijburg · Kasteel Wambach · Warenberg · Well · Weyershof ·  Wijlre · Kasteel Wijnandsrade · Wijnandsrade · Wijnantshof · Wissegracht · Huize Witham · Kasteel Wittem · Wolfrath · Wylre